# Европско првенство у атлетици на отвореном 1990 — маратон за жене
Маратон у женској конкуренцији на Европском првенству у атлетици 1990. одржано је 27. августа на улицама Сплита.
Титулу освојену 1986. у Штутгарту, одбранила је Роза Мота из Португалије.

## Земље учеснице
Учествовало је 27 такмичарки из 16 земаља. 
1. Белгија (1)
2. Бугарска (1)
3. Грчка (1)
4. Италија (1)
5. Ирска (2)
6. Југославија (3)
7. Мађарска (1)
8. Норвешка (1)
9. Португалија (3)
10. Совјетски Савез (3)
11. Уједињено Краљевство (3)
12. Француска (3)
13. Финска (1)
14. Холандија (1)
15. Чехословачка (1)
16. Шпанија (1)

## Рекорди
| Рекорди пре почетка Европског првенства 1990. | Рекорди пре почетка Европског првенства 1990. | Рекорди пре почетка Европског првенства 1990. | Рекорди пре почетка Европског првенства 1990. | Рекорди пре почетка Европског првенства 1990. | Рекорди пре почетка Европског првенства 1990. |
| --------------------------------------------- | --------------------------------------------- | --------------------------------------------- | --------------------------------------------- | --------------------------------------------- | --------------------------------------------- |
| Најбољи резултат на свету                     | Ингрид Кристјансен                            | Норвешка                                      | 2:21:06                                       | Лондон, Уједињено Краљевство                  | 21. април 1985.                               |
| Европски рекорд                               | Ингрид Кристјансен                            | Норвешка                                      | 2:21:06                                       | Лондон, Уједињено Краљевство                  | 21. април 1985.                               |
| Рекорди Европских првенстава                  | Роза Мота                                     | Португалија                                   | 2:28:38                                       | Штутгарт, Западна Немачка                     | 30. август 1986.                              |
| Најбољи светски резултат сезоне               | Роза Мота                                     | Португалија                                   | 2:25:24                                       | Бостон, САД                                   | 16. април 1990.                               |
| Најбољи европски резултат сезоне              | Роза Мота                                     | Португалија                                   | 2:25:24                                       | Бостон, САД                                   | 16. април 1990.                               |

## Најбољи резултати у 1990. години
Најбоље атлетичарке у маратону 1990. године пре почетка европског првенства (26. августа 1990) заузимале су следећи пласман на европској и светској ранг листи (СРЛ).
| 1.  | Роза Мота              | Португалија      | 2:25:24 | 16. април  | 1. СРЛ  |
| 2.  | Ванда Панфил           | Пољска           | 2:26:31 | 22. април  | 3. СРЛ  |
| 3.  | Kamila Gradus          | Пољска           | 2:28:50 | 16. април  | 10. СРЛ |
| 4.  | Yekaterina Khramenkova | Совјетски Савез  | 2:29:45 | 22. април  | 14. СРЛ |
| 5.  | Валентина Јегорова     | Совјетски Савез  | 2:29:47 | 28. јануар | 15.СРЛ  |
| 6.  | Carla Beurskens        | Холандија        | 2:29:47 | 22. април  | 16. СРЛ |
| 7.  | Conceição Ferreira     | Португалија      | 2:30:34 | 16. мај    | 22. СРЛ |
| 8.  | Ирина Богачева         | Совјетски Савез  | 2:30:38 | 22. април  | 23. СРЛ |
| 9.  | Veronique Marot        | Велика Британија | 2:31:09 | 16. април  | 26. СРЛ |
| 10. | Зоја Иванова           | Совјетски Савез  | 2:31:15 | 16. април  | 27. СРЛ |
|     |                        |                  |         |            |         |
|     | Сузана Ћирић           | Југославија      |         |            |         |
|     | Тијана Кршек           | Југославија      |         |            |         |
|     | Јелена Јовичић         | Југославија      |         |            |         |

Такмичарке чија су имена подебљана учествовале су на ЕП.

## Освајачи медаља
|                       |                                    |                         |
| Роза Мота Португалија | Валентина Јегорова Совјетски Савез | Марија Ребело Француска |

## Резултати

### Финале
| Пласман | Атлетичарка            | Земља                | Резултат | Белешка |
| ------- | ---------------------- | -------------------- | -------- | ------- |
|         | Роза Мота              | Португалија          | 2:31:27  |         |
|         | Валентина Јегорова     | Совјетски Савез      | 2:31:32  |         |
|         | Марија Ребело          | Француска            | 2:35:51  |         |
| 4.      | Emma Scaunich          | Италија              | 2:37:19  |         |
| 5.      | Judit Földing-Nagy     | Мађарска             | 2:37:46  |         |
| 6.      | Франсоа Боне           | Француска            | 2:37:55  |         |
| 7.      | Sissel Grottenberg     | Норвешка             | 2:39:04  |         |
| 8.      | Sylvianne Geffray      | Француска            | 2:39:21  |         |
| 9.      | Ритва Леметинен        | Финска               | 2:39:42  |         |
| 10.     | Мануела Мачадо         | Португалија          | 2:39:49  |         |
| 11.     | Sally Eastall          | Уједињено Краљевство | 2:41:37  |         |
| 12.     | Кристина Кенеди        | Ирска                | 2:41:38  |         |
| 13.     | Dimitra Papaspyrou     | Грчка                | 2:41:47  |         |
| 14.     | Johanna Homminga       | Холандија            | 2:43:04  |         |
| 15.     | Nicola McCracken       | Уједињено Краљевство | 2:46:36  |         |
| 16.     | Марина Прат            | Шпанија              | 2:47:41  |         |
| 17.     | Nelly Aerts            | Белгија              | 2:49:10  |         |
| 18.     | Елизабет Булен         | Ирска                | 2:53:45  |         |
| 19.     | Сузана Ћирић           | Југославија          | 2:54:05  |         |
| 20.     | Susan Tooby            | Уједињено Краљевство | 2:55:22  |         |
| 21.     | Rumyana Panovska       | Бугарска             | 2:56:46  |         |
| -       | Тијана Кршек           | Југославија          | НЗ       |         |
| —       | Conceição Ferreira     | Португалија          | НЗ       |         |
| —       | Јелена Јовичић         | Југославија          | НЗ       |         |
| —       | Алена Петеркова        | Чехословачка         | НЗ       |         |
| —       | Yekaterina Khramenkova | Совјетски Савез      | НЗ       |         |
| —       | Љубов Клочко           | Совјетски Савез      | НЗ       |         |